# ویلیام آلن
ویلیام آلن (به انگلیسی: William Allen) سناتور سابق عضو حزب دموکرات ایالات متحده آمریکا بود. وی در سال ۱۸۳۷ تا ۱۸۴۹ میلادی سناتور ایالت اوهایو در سنای ایالات متحده آمریکا بود.